# Еколошка уметност
Еколошка уметност (уметност животне средине или енвиронментал арт (енгл. environment - средина, животна средина) је израз који се у општем случају користи за означавње уметности оних уметника који се баве стварањем дела у једном еколошком окружењу, односно природној животној средини. Приликом пројектовања уметничког дела за природно окружење поставља се питање о томе да ли дело наноси еколошку штету датој животној средини, мада је обично услов да се после завршетка уметничке интервенције животна средина врати у њено првобитно стање.
У оквиру ове уметности се налазе тродимензионална комплексна дела инсталирана у простору, често као дела пролазног карактера која испуњавају комплетне ентеријере или се уклапају у спољашње просторе наглашавајући архитектуру у једном тешко дефинишућем стању између сликарства, објекта у уметности, скулптуре или инсталације у којем ове уметничке врсте могу различито да се испоље и да настану различите скулптуре. Као претходница се могу схватити нека дела уметника настала после двадесетих година 20. века, попут Ел Лисицког или Курта Швитерса. Ова уметност се развија од краја 50-их година 20. века у споју са хепенингом и акцијама Алана Капрова. Као класичан пример су дела уметника Едвард Кинхолца и Георг Сегала, а даљи примери су код Јанис Кунделиса, Марија Нолдман или Волф Востел.
Уметност животне средине је еволуирала од формалних питања, на пример монументалних земљаних радова који користе земљу као скулптурални материјал, ка дубљем односу према системима, процесима и феноменима у односу на друштвене проблеме. Интегрисани друштвени и еколошки приступи који су се развили као етички, ресторативни став појавили су се 1990-их. Током протеклих десет година еколошка уметност постала је фокусна тачка изложби широм света, јер друштвени и културни аспекти климатских промена долазе у први план.
Термин „уметност животне средине“ често обухвата „еколошке“ проблеме, али није специфичан за њих. Првенствено слави везу уметника са природом користећи природне материјале. Концепт се најбоље разуме у односу на историјску уметност земље и развојно поље еколошке уметности. Област је интердисциплинарна у чињеници да уметници животне средине прихватају идеје из науке и филозофије. Пракса обухвата традиционалне медије, нове медије и критичке друштвене форме производње. Рад обухвата читав низ пејзажних/еколошких услова од руралних, до приградских и урбаних, као и урбаних/руралних индустријских.

## Историја: пејзажно сликарство и репрезентација
Може се тврдити да је еколошка уметност почела са палеолитским пећинским сликама наших предака. Иако (још) нису пронађени пејзажи, пећинске слике су представљале друге аспекте природе важне за ране људе, као што су животиње и људске фигуре. „То су праисторијска посматрања природе. На овај или онај начин, природа је вековима остала приоритетна тема креативне уметности.“ Модернији примери еколошке уметности потичу из пејзажног сликарства и репрезентације. Када су уметници сликали на лицу места, развили су дубоку везу са околним окружењем и његовим временом и унели ова блиска запажања на своја платна. Слике неба Џона Констебла „најближе представљају небо у природи“. Монеова Лондонска серија такође представља пример уметникове везе са окружењем. „За мене пејзаж не постоји сам по себи, јер се његов изглед мења у сваком тренутку; али га оживљава околна атмосфера, ваздух и светлост, који се за мене непрестано мењају, само околна атмосфера даје субјектима њихову праву вредност.“
Савремени сликари, као што је Дајан Бурко, представљају природне феномене — и њихову промену током времена — да би скренули пажњу на еколошка питања попути климатских промена. Пејзажи Алексиса Рокмана осликавају сардоничан поглед на климатске промене и интервенције човечанства на друге врсте путем генетског инжењеринга.

## Екоуметност
Еколошка уметност, такође позната као екоуметност, је уметничка пракса или дисциплина која предлаже парадигме одрживе са животним облицима и ресурсима наше планете. Састављена је од уметника, научника, филозофа и активиста који су посвећени пракси еколошке уметности. Историјски преседани укључују земљане радове, ланд арт и пејзажно сликарство/фотографију. Екоуметност се одликује фокусом на системе и међуодносе унутар нашег окружења: еколошки, географски, политички, биолошки и културни. Екоуметност ствара свест, стимулише дијалог, мења људско понашање према другим врстама и подстиче дугорочно поштовање природних система са којима коегзистирамо. Она се манифестује као друштвено ангажована, активистичка, рестаураторска или интервенционистичка уметност у заједници. Еколошка уметница Авива Рахмани верује да је „Еколошка уметност уметничка пракса, често у сарадњи са научницима, урбанистима, архитектама и другима, која резултира директном интервенцијом у деградацији животне средине. Често је уметник водећи агент у тој пракси.“
Постоје бројни приступи екоуметности укључујући, али не ограничавајући се на: репрезентативна уметничка дела која се обраћају околини кроз слике и објекте; пројекти санације који обнављају загађено окружење; активистички пројекти који ангажују друге и активирају промену понашања и/или јавне политике; друштвене скулптуре засноване на времену које укључују заједнице у надгледање њихових пејзажа и преузимање партиципативне улоге у одрживим праксама; екопоетички пројекти који иницирају поновно замишљање и поновно очаравање светом природе, инспиришући лечење и коегзистенцију са другим врстама; уметничка дела директног сусрета која укључују природне појаве као што су вода, време, сунчева светлост или биљке; педагошка уметничка дела која деле информације о еколошкој неправди и еколошким проблемима као што су загађење воде и земљишта и опасности по здравље; релациона естетика која укључује одржива, ван мреже, пермакултурна постојања.
Постоји дискусија и дебата међу екоуметницима да ли еколошку уметност треба сматрати дискретном дисциплином унутар уметности, различитом од уметности животне средине. Тренутна дефиниција еколошке уметности, коју је заједнички израдио EcoArtNetwork је „Еколошка уметност је уметничка пракса која обухвата етику социјалне правде у свом садржају и у форми/материјалима. Екоуметност је креирана да инспирише бригу и поштовање, стимулише дијалог и охрабрује дугорочни процват друштвеног и природног окружења у којем живимо. Обично се манифестује као друштвено ангажована, активистичка, рестаураторска или интервенционистичка уметност у заједници." Уметници који раде у овој области углавном су усредсређени на један или више од следећих принципа: фокусирање на мрежу међусобних односа у нашем окружењу — на физичке, биолошке, културне, политичке и историјске аспекте еколошких система; стварање радова који користе природне материјале или се ангажују са силама животне средине као што су ветар, вода или сунчева светлост; повраћај, обнова и санирање оштећеног окружења; информисање јавност о еколошкој динамици и еколошким проблемима са којима се суочавамо; ревидирање еколошких односа, креативним предлагањем нових могућности за саживот, одрживост и лечење.
Доприноси жена у области екоуметности су значајни, многи су каталогизовани у WEAD-у, Именику женских уметника животне средине који су 1995. основале Џо Хансон, Сузан Лејбовиц Стајнман и Естел Акамин. Рад екофеминистичких писаца инспирисао је ране мушке и женске практичаре да се позабаве својом забринутошћу око хоризонталнијег односа према питањима животне средине у сопственој пракси. Феминистичка уметничка списатељица Луси Липард, која је писала за Weather Report Show у својству куратора у Болдер музеју савремене уметности 2007. годиен, а који је обухватао многе еколошке и екофеминистичке уметнике, коментарисала је колико су од тих уметница биле жене.